# 萧山德纳国际影城

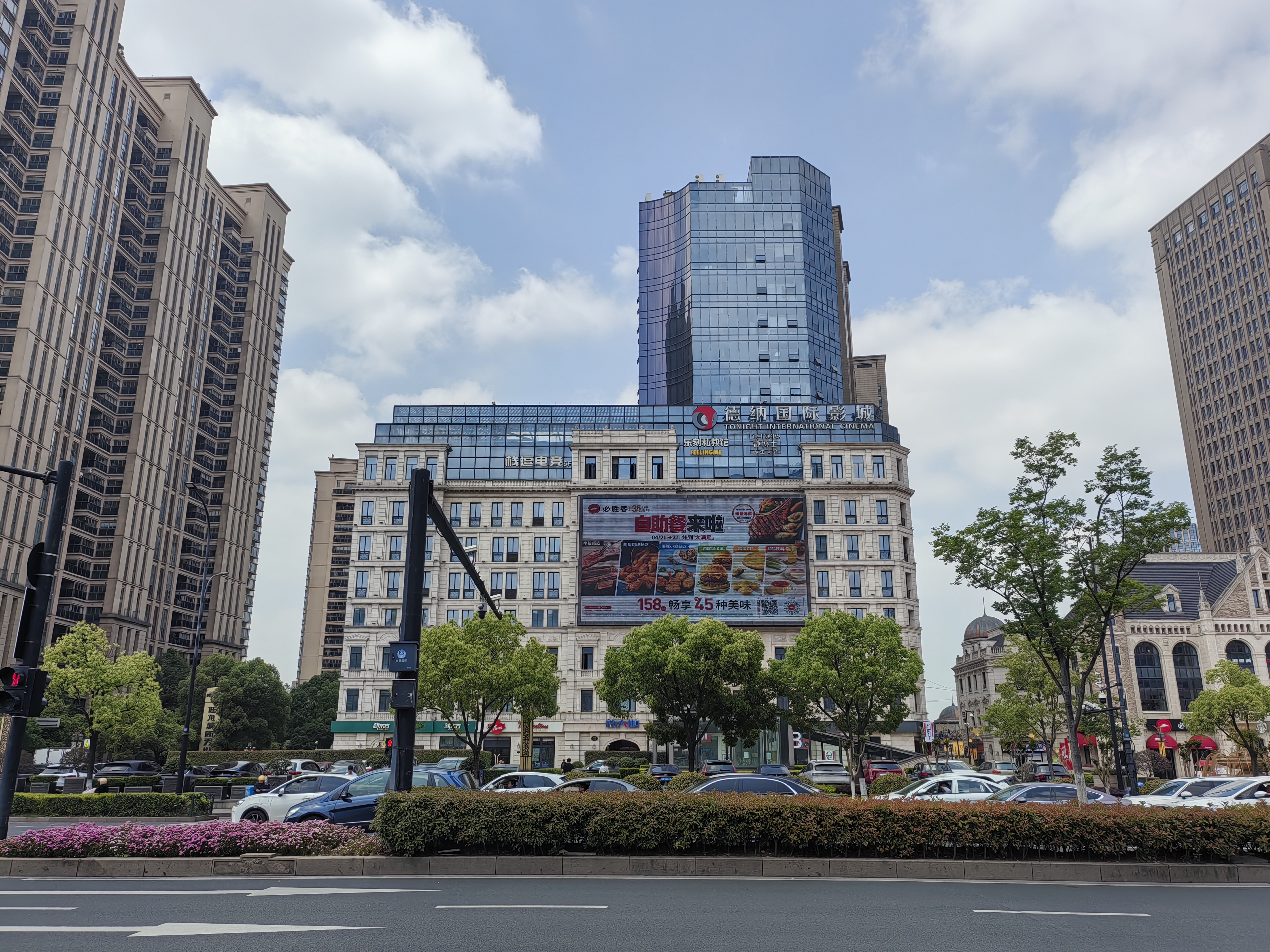
萧山德纳国际影城位於旺角城新天地

萧山德纳国际影城位于杭州市萧山区市心中路123号顺发旺角城新天地，座落于旺角银隆商圈之内，临近杭州地铁2号线杭发厂站。总规划有20个影厅共计3000多个座位，2014年11月27日影城一期（西区旺角城新天地4F、5F）开业，有11个影厅共计1490个座位。所有影厅都采用SONY-4K放映机。